# Lin Chu-ťia
Lin Chu-ťia (čínsky pchin-jinem Lín Hūjiā, znaky zjednodušené 林乎加; 5. prosince 1916 – 13. září 2018) byl čínský komunistický politik, první tajemník pekingského městského výboru KS Číny a předseda pekingského revolučního výboru (obojí 1978–1981), později ministr zemědělství (1981–1983), předtím první tajemník tchienťinského městského výboru KS Číny a předseda tchienťinského revolučního výboru (obojí 1978). Do Komunistické strany Číny vstoupil roku 1938, účastnil se války s Japonskem i občanské války, v Čínské lidové republice od roku 1949 působil v provincii Če-ťiang, postupně jako vedoucí oddělení propagandy, zástupce tajemníka a tajemník čeťiangského provinčního výboru KS Činy. Během kulturní revoluce byl pronásledován, od roku 1974 se vrátil do politického života, začátkem roku 1977 se stal jedním z tajemníků šanghajského městského výboru KS Číny. Od roku 1977 byl členem širšího vedení KS Číny, v letech 1977–1985 jako člen ústředního výboru KS Číny a poté do roku 1992 člen ústřední poradní komise KS Číny.

## Život
Lin Chu-ťia se narodil 5. prosince 1916 v okrese Čchang-tao na severu provincie Šan-tung. Roku 1936 se zapojil do vlasteneckého hnutí, následujícího roku se v šan-tungu připojil k jednotkám komunistické 8. pochodové armády a roku 1938 vstoupil do Komunistické strany Číny. Po roce 1940 byl komunistickým funkcionářem na okresní úrovni, a sice vedl oddělení propagandy stranických výborů okresů Lu-nan a Lu-čung a v roce 1943 byl tajemníkem místního výboru KS Číny v Tchaj-šanu.
Po vzniku Čínské lidové republiky roku 1949 působil jako zástupce vedoucího oddělení propagandy a později zemědělství čeťiangského provinčního výboru KS Číny, od roku 1951 působil jako vedoucí oddělení propagandy provinčního výboru strany, roku 1955 byl vybrán zástupcem tajemníka a od roku 1957 tajemníkem čeťiangského provinčního výboru KS Číny. Roku 1967 byl, během kulturní revoluce, označen za pravicového oportunistu a odvolán ze všech funkcí.
Roku 1973 se vrátil k veřejné práci, když přijal zaměstnání ve Státní plánovací komisi. V lednu 1977 se stal tajemníkem městského výboru KSČ v Šanghaji a místopředsedou šanghajského revolučního výboru. Na XI. sjezdu KS Číny v srpnu 1977 byl zvolen členem ústředního výboru (znovuzvolen roku 1982, ve funkci do roku 1985).
V červnu 1978 přešel do Tchien-ťinu na místo prvního tajemníka městského výboru KS Číny a předsedy tchienťinského revolučního výboru, ale už v říjnu 1978 byl zvolen prvním tajemníkem pekingského městského výboru KS Číny a předsedou pekingského revolučního výboru. V květnu 1979 byl současně zvolen poslancem Všečínského shromáždění lidových zástupců (do roku 1983). Po reorganizaci pekingského revolučního výboru v pekingskou městskou vládu v prosinci 1979 přešel do úřadu starosty Pekingu. Současně zastával funkci politického komisaře Pekingského vojenského okruhu.
V březnu 1981 se stal ministrem zemědělství, resp. od května 1982 ministrem zemědělství, chovu zvířat a rybolovu. V ministerské funkci ho v červnu 1983 nahradil Che Kchang; Lin Chu-ťia pak působil jako poradce ministra zemědělství do konce roku 1988. V září 1985, v rámci širší reorganizace a omlazení vedení strany, rezignoval na členství v ústředním výboru, náhradou byl zvolen členem ústřední poradní komise KS Číny. V poradní komisi ho potvrdil XIII. sjezd KS Číny roku 1987 a tak zůstal jejím členem do XIV. sjezdu KS Číny roku 1992, kdy byla zrušena.
Zemřel v Pekingu 13. září 2018.